# Extinction (roman)
Un effondrement
Pour les articles homonymes, voir Extinction.
Extinction sous-titré Un effondrement (titre original : Auslöschung) est un roman de l'écrivain autrichien Thomas Bernhard, publié en 1986. L'œuvre est publiée en français le 26 septembre 1990 aux éditions Gallimard.

## Résumé
Franz-Josef Murau, un autrichien âgé d’environ cinquante ans, vit à Rome, où il enseigne à son élève Gambetti la littérature de langue allemande et la philosophie. Vers midi, il reçoit un télégramme de ses deux sœurs, Caecilia et Amalia, qui lui annoncent la mort accidentelle de ses parents et de son frère Johannes.
Dans la première partie du roman, intitulée « Le Télégramme », Murau raconte le reste de la journée qu’il passe dans son appartement à Rome après avoir reçu la nouvelle. La majeure partie de cette description est constituée de ses souvenirs d’enfance et d’adolescence au château familial de Wolfsegg am Hausruck, situé dans la région de Hausruck en Haute-Autriche. Les conflits avec sa famille conservatrice et les conditions qui y règnent ont contraint Murau à fuir à l’étranger, pour finalement s’installer à Rome. Il a été soutenu dans cette démarche par son oncle Georg, son seul confident au sein de la famille. Ces souvenirs non digérés ne ressurgissent pas soudainement à cause de la nouvelle de la mort de ses parents et de son frère, mais ont toujours été au centre des conversations avec son élève Gambetti et son amie Maria.
La deuxième partie, intitulée « Le Testament », relate le séjour de Murau à Wolfsegg à l’occasion des funérailles de ses parents et de son frère. À son arrivée, Murau aide ses sœurs à préparer les obsèques et reçoit les invités. Une place particulière revient à l’élégant et cultivé archevêque et diplomate du Vatican Spadolini. Ce clerc, qui a eu une relation avec la mère de Murau pendant plus de trente ans, est l’objet d’un amour-haine intense de la part du narrateur.
Le lendemain ont lieu les funérailles. Deux jours plus tard, Murau fait don du domaine, dont il est devenu l’unique héritier, à la communauté cultuelle israélite de Vienne et retourne à Rome.

## Édition
Ce roman a été traduit en français par Gilberte Lambrichs et édité par Gallimard en 1990.